# Juan Manuel de Rosas (metropolitana di Buenos Aires)
Juan Manuel de Rosas - Villa Urquiza è una stazione della linea B della metropolitana di Buenos Aires. È situata sotto avenida Triunvirato nel tratto compreso tra le avenidas Monroe e Franklin D. Roosevelt, nel barrio di Villa Urquiza. È il capolinea ovest della linea.

## Storia
La stazione venne inaugurata il 26 luglio 2013, con l'apertura del tratto della linea compreso tra De los Incas - Parque Chas e Juan Manuel de Rosas.
Sebbene in origine fosse stato previsto di chiamare la stazione Villa Urquiza, per decisione dell'Assemblea Legislativa della città si decise di chiamarla Juan Manuel de Rosas, decisione approvata dall'organo legislativo e discussa in un'udienza pubblica. Il cambio di nome è stato motivato da due ragioni principali. Da un lato, l'avenida Monroe è stata intitolata a Juan Manuel de Rosas per un breve periodo negli anni '70. D'altra parte, sulla linea E esiste già una stazione chiamata General Urquiza. Il nome Juan Manuel de Rosas avrebbe quindi evitato la confusione tra le due stazioni, situate su linee diverse e a notevole distanza l'una dall'altra.

## Interscambi
Nelle vicinanze della stazione effettuano fermata diverse linee di autobus urbani ed interurbani.
- Stazione ferroviaria (General Urquiza)
- Fermata autobus

## Servizi
La stazione dispone di:
- Accessibilità per portatori di handicap
- Ascensori
- Scale mobili
- Biglietteria a sportello
- Biglietteria automatica